# Ibrahim Bin Adham
Ibrahim Bin Adham Dari إبراهيم بن ادھم (fallecido 777), también conocido como Abu Ben Adhem Abou Ben o se Adhem un santo sufí. Su nombre completo era bin Sultan Ibrahim Adham, Bin al-Mansur al-Balkhi Ijli, Abu Ishaq. 
Mewlana Rumi ha descrito ampliamente la leyenda de Bin Sultan Ibrahim Adham, en su famoso Masnavi.

## Biografía
Bin Ibrahim Adham nació en Balkh en el este de Jorasán, actual territorio afgano. Su familia era de la ciudad de Kufa y son descendientes del segundo Califa Úmar ibn al-Jattab.
Fue el emir de Balkh, pero abandonó el trono para convertirse en un santo sufí. Según el árabe y el persa como fuentes al-Bukhari († 870) y muchos otros, Bin Ibrahim Adham recibido una advertencia de Dios y abdicó su trono para asumir la vida ascética en Siria. Murió en 777-8 y se cree que está enterrado en la ciudad siria de Jableh.
Su tutor de Fudhail Bin Iyadh cuyo mentor fue Waahid Abdul Bin Zaid cuyo mentor fue Hasan al-Basri. Su sucesor fue Huzaifah Al-Mar'ashi.

## Leyenda
Su leyenda ampliada gradualmente a partir de Al-Bukhari de Nu'aym Abu al-Isfahani y después de su completa formación en todo el siglo XI, se amplió hasta el centro de Asia en virtud de la Mongoles, Anatolia en el marco del Imperio otomano norma, el norte de India en la edad de la Dinastía tughlaq y Malasia, durante el siglo XVII, como puso de manifiesto en las obras de R. Jones.

## Antepasados
Entre los antepasados de Bin Ibrahim Adham incluyen: 
- Úmar Bin al-Jattab, el segundo Califa
- Abdullah Bin Umar
- Nasir
- Sulaiman
- Adham, el rey de Balh y Bujará